# 塞爾貝 (敖德薩州)
48°6′5″N 29°4′0″E / 48.10139°N 29.06667°E
塞爾比（烏克蘭語：Серби）是位於烏克蘭西南部的村莊，由敖德萨州波季利斯克区的科迪馬市鎮負責管轄。該村處於比洛奇河畔，始建於1936年，面積4.04平方公里，2001年人口1,921。